# Trachyxiphium heteroicum
Trachyxiphium heteroicum är en bladmossart som beskrevs av William Russell Buck 1987. Trachyxiphium heteroicum ingår i släktet Trachyxiphium och familjen Hookeriaceae. Inga underarter finns listade i Catalogue of Life.